# Fiera di Amantea
 (juin 2021).
La Foire d'Amantea ou Fiera di Amantea, est une foire commerciale annuelle qui a lieu au centre de la ville italienne d'Amantea, sur l'avenue principale, Viale Regina Margherita. L'événement dure une semaine et est organisé par l'administration communale avec les associations commerçantes le premier week-end de novembre.
Lors de la foire, entre folklore et tradition, les rues se transforment en une boutique à ciel ouvert avec plus de 500 stands où l'on peut acheter diverses marchandises et produits.

## Histoire
L'origine de la Foire d'Amantea remonte à plus de cinq cents ans, et est l'événement le plus ancien de la ville. Malheureusement, il n'est pas possible d'établir avec précision la date exacte de la première édition de la Foire, ni l'impact économique concret que l'événement a pu avoir dans le passé.
Cependant, il existe des preuves que la Foire a lieu depuis le XVIe siècle. Un privilège du 31 janvier 1529 accordé par Filiberto di Chalons, prince d'Orange et vice-roi de Naples, imposa des règles précises à l'organisation administrative et juridique de la Foire .
Au début du XXe siècle, la Foire est officiellement rebaptisée « Foire des morts » et les dates de la manifestation sont fixées du 27 octobre au 2 novembre.
Amantea a toujours représenté un centre de rencontre, d'échange et de trafic pour le commerce en Calabre. Des ouvriers et artisans de toute la région, mais aussi d'autres parties du sud de l'Italie, se sont rendus à Amantea pour exposer et vendre leur artisanat (produits agroalimentaires, créations de l'artisanat calabrais, italien et étranger, confiseries, linge, articles ménagers, vêtements, cuir marchandises, chaussures, céramiques, bijoux fantaisie, jouets…).

## La Foire aujourd'hui
Parmi tous les événements qui ont lieu à Amantea au cours de l'année, La Fiera di Amantea est l'un de ceux qui attirent le plus de monde.

Pour les habitants de Amantea, c'est un moment de socialisation et de célébration de la tradition : aujourd'hui, cet événement n'est plus un événement commercial, mais surtout une fête qui appartient à la mémoire historique de la communauté
1. ↑  (it) « Visualizza articoli per tag: Fiera di Amantea », sur trn-news.it
2. ↑  « Vedi Fiera di Amantea (archivio) su GiraItalia.it! », sur GiraItalia.it
3. ↑  (it) Redazione, « Fiera di Amantea: fino al 2 novembre si fa festa », sur Voce ai Giovani
4. 1 2  « Fiera | Amanteani nel Mondo », sur www.amanteaninelmondo.it
5. 1 2  « La Fiera: cenni storici | Amanteani nel Mondo », sur www.amanteaninelmondo.it

.